# Polseres vermelles
Polseres vermelles (em castelhano Pulseras rojas) é uma série de televisão catalã que iniciou suas emissões em TV3 em 2011. Está criada e escrita por Albert Espinosa, dirigida por Pau Freixas e coproducida por ambos.  Trata-se do segundo trabalho conjunto entre Espinosa e Freixas, que já tinham coincidido —como roteirista e director, respectivamente— no filme Heróis.
O guião original ―baseado na novela O mundo amarelo (2008), do próprio Albert Espinosa― está pensado para quatro temporadas. Depois do notável sucesso de audiência e crítica da primeira entrega, renovou-se para uma segunda, que consta de quinze episódios.
Quanto à distribuição da série, em outubro de 2011 o Grupo Antena 3 adquiriu os direitos da série para sua emissão, a nível nacional e dobrada ao castelhano. A intenção do grupo de comunicação era programá-la em algum de seus canais temáticos, no entanto acabou estreando no canal principal o 9 de julho de 2012. Por outra parte, Filmax e Televisió de Cataluña ultimaram sua venda do formato à cadeia de televisão estadounidense ABC para produzir uma adaptação da série em Estados Unidos; igualmente negociou-se a venda dos direitos a outras televisões para produzir-se em Canadá e México. Ademais, o cineasta Steven Spielberg adquiriu os direitos de autor para realizar uma versão estadounidense da série, que estrear-se-á na temporada 2014-15.
Em abril de 2013, o criador e roteirista da série Albert Espinosa confirmou que depois das boas audiências da segunda temporada em Cataluña, a série terá uma terceira temporada quando os actores sejam adultos, pelo que terá que esperar dois ou três anos para que a próxima temporada veja a luz.
A série é um fenómeno em médio mundo conseguindo em México mais de 10 milhões de espectadores em sua emissão em TV Azteca.
Esta série também se emite no canal Telefé de Argentina, atingindo altísimos médias de rating, e ganhando em sua faixa horária.

## História

### Argumento
O argumento da série gira em torno da história quotidiana de um grupo de meninos e adolescentes catalães que coincidem em Pediatría de um hospital por causa de suas doenças, e fala, sempre com humor e ternura, do valor da amizade, as vontades de viver e o afán de superação e o desejo de superar as adversidades. A diferença de outras séries de ficção ambientadas em hospitais, em Polseres vermelles os médicos cedem todo o protagonismo aos pacientes, especialmente aos seis jovens protagonistas (cinco garotos e uma garota dentre dez e dezassete anos). A história começa quando Jordi chega ao hospital e entra na que será sua nova habitação, onde Lleó e sua irmã, Gavina, desayunan. Ali conhecem-se pela primeira vez e Jordi explica que tem cancro de tíbia e que devem amputarle uma perna. Lleó mostra sua perna já amputada. Naquele mesmo dia, no gimnasio, Lleó fala com um velho homem, Benito, o qual lhe explica que em todos os grupos existe uma lista específica de membros: O líder, o segundo líder (o qual seria o líder se não existisse já o líder), o imprescindível (sem o qual o grupo não poderia existir), o guapo, o pronto e a garota. Lleó propõe-lhe a Jordi formar este grupo, o qual chamar-se-á "Polseres vermelles" (em espanhol "Pulseras Vermelhas") devido à pulsera desta cor que se lhes outorga quando se operam. Lleó se auto-proclama líder e nomeia a Jordi segundo líder. Um momento depois conhecem a Cristina, uma anoréxica de sua idade que tem ingressado faz pouco. Jordi apaixona-se dela assim que a vê. Lleó diz-lhe a Cristina que essa noite celebrar-se-á uma pequena festa de despedida em sua habitação, para despedir da perna de Jordi. Cristina considera a possibilidade de ir ali. Essa noite um ambulância chega ao hospital, de onde baixa um adolescente de 17 anos com múltiplas feridas. Tem tido um acidente de moto. Chama-se Toni e padece Síndrome de Asperger. Por último chega Ignasi, um bravucón que se faz uma fractura no braço depois da briga com um garoto em seu colégio, onde sofre um ataque ao coração. Aquela noite Cristina vai à habitação esperando encontrar uma festa. O único que encontra é a um Jordi melancólico lhe pedindo um último dance de duas pernas. Ela lho dá sem miramientos, põe música em seu telefone móvel, se agarram e se abraçam. Ao dia seguinte é a operação de Jordi. Dantes de entrar no quirófano, Jordi recorda as palavras de Cristina de ontem à noite, quem disse-lhe que não esperava obter uma rosa no dia de San Jordi. Este lhe dá uma pulsera vermelha em forma de rosa. Depois vai-se com muitas mais forças a que lhe amputen a perna. Durante a operação, Jordi entra num estado de inconsciencia entre a vida e a morte. Sua mente viaja até o lugar onde se produziu o acidente no que Roc, um chiquillo que já levava 2 anos no hospital, passou a entrar em coma; uma enorme piscina onde o menino se atirou desde um trampolín para entrar no grupo de uns garotos de ali. Na piscina, Jordi fala com Roc durante um momento e ouvem como, desde a lonjura, os médicos estão a tentar fazer voltar a Jordi. Após uns chapoteos na piscina, Jordi afunda-se e volta à realidade. Quando retorna vê que já não tem perna. Ao sair do quirófano Jordi procura a Roc, e quando o encontra, coloca uma pulsera vermelha em sua boneca, o nomeando como "o imprescindível". Após um tempo, Toni chega à habitação onde Roc descansa em coma. Por algum facto sobrenatural, tem a capacidade de comunicar-se com ele e sabe o que diz. Roc explica-lhe que quer que fale com Lleó e Jordi para ingressar no grupo de "lhes Polseres Vermelles". Toni vai à habitação dos dois mas ali encontra à irmã maior de Lleó, Gavina, e à mãe de Jordi. Por último, Lleó conhece a Ignasi. A primeira vista parece-lhe um prepotente malcriado e imaturo. Mas até que não acabam encerrados no elevador e falam, não conhece seu interior. Ali dentro nomeia-o como "o guapo". Essa noite todo o grupo se reúne à habitação que compartilham Ignasi e Roc. Por último vai ali Toni, quem é proclamado como "o pronto".

## Partilha

### Personagens principais
- Lleó (Àlex Monner). O líder. Tem 15 anos e desde que é muito pequeno que está internado no hospital. Teve cancro de tíbia e por isso tem a perna direita amputada, também tem cancro de pulmão. Como é o que leva mais tempo ingressado é o veterano do grupo e sempre lhe visita sua irmã Gavina, que é como sua segunda mãe, depois de que esta falecesse. Seu pai não se preocupa demasiado por ele desde que sua esposa tem morrido. Ao final da segunda temporada cumpre com uma promessa que lhe fez a Benito, já que saiu do hospital para cumprir a promessa.
- Jordi (Igor Szpakowski). O segundo líder. Chega ao hospital a princípios da série.Compartilha habitação com Lleó (Primeira Temporada).Tem 15 anos. Tem cancro de tíbia e têm-lhe que amputar a perna direita. Vem de Andorra.
- Cristina (Joana Vilapuig) A garota. É a única garota dos "Pulseras". Vive em outra planta, e tem anorexia. Quem se ocupa dela é sua irmã Carol, que se preocupa por sua alimentação.
- Ignasi† (Mikel Iglesias) O guapo. Chega ao hospital por um desmaio e fica no hospital. Ao princípio não quer amigos, mas com o tempo se une aos pulseras. Tem uma doença do coração. Seu pai não o vai visitar, mas seu madrastra Lourdes, vai quando pode (é como sua mãe). Também lhe visita um colega de turma que lhe leva jogos e apontes do colégio. Falece no quirófano na primeira temporada. Na segunda temporada sai como um fantasma que guia e ajuda a Jordi.
- Toni (Marc Balaguer). O pronto. É o maior dos Pulseras, mas parece um menino pequeno. Tem Síndrome de Asperger, isto faz que pareça estranho. Entra ao hospital por um acidente de moto. Tem problemas porque apanhou a moto sendo menor de idade e seu avô está preocupado pelo facto de que lhe tirem a custodia. Seu pais morreram num acidente e vive com seu avô, quem deve enfrentar um julgamento a respeito da custodia.
- Roc (Nil Cardoner). O imprescindível. É o mais pequeno do grupo. Está em coma desde faz dois anos por uma queda de um trampolín numa piscina. Sua mãe sempre lhe vai visitar e lhe fala. Tem uma relação muito especial com Toni porque pode falar com ele ainda que esteja em coma.

### Personagens secundárias
- Olga(Alada Vila) É a colega de habitação de Cristina na primeira temporada. Padece de obesidad. Ao princípio tem problemas com Cristina, mas ao longo do tempo desenvolvesse-se uma linda e grande amizade.
- Merche (Llum Barreira). É a mãe de Roc, a qual, após que seu filho estivesse em coma durante dois anos segue com a esperança de estar com ele a cada dia.
- Dr.josep (Andreu Rifé) É o doutor que mais perto está dos pulseras, lhe costumavam chamar 'MIR Josep' durante a primeira temporada.
- Víctor (Àlex Maruny): É o noivo de Cristina. Conheceram-se em Toulouse, quando ela foi a estudar dança, e compartilharam andar.
- Dani (Noah Manni): Tem 12 anos e uma doença que não lhe deixa crescer. No hospital fazem-lhe um tratamento para alongar-lhe os ossos que ele suporta com muita valentia. És um grande fã dos Pulseras. Quando Lleó abandona o hospital, lhe entrega seu pulsera a Dani, com a promessa de que a cuide e forme um grupo.
- Lucas (Abel Rodríguez): Tem 11 anos e uma doença que se conhece como a dos "ossos de cristal", que faz que se lhe rompam com facilidade. É um grande admirador de Jordi, a quem considera o verdadeiro líder dos Pulseras.
- Mariana (Paula Vélez): Tem 10 anos e transtornos respiratórios que lhe obrigam a ir sempre com uma máscara de oxigénio.
- Benito† (Andreu Benito): É o pai de hospital de Lleó, e depois decide que Lleó seja seu tutor e é quem lhe dá a ideia de criar o grupo. É um homem grande e sábio. Falece na segunda temporada por uma doença familiar, e mostra-nos uma parte de seu passado.
- Nuno (Jaume Borràs): É o colega de habitação do Senhor Benito. Com Benito compartilharão aventura e histórias e ajudará aos garotos a formar uma canção em dedicatoria a Roc.
- Dra.Marcos (Caterina Alorda) É a doutora que trata a Crís da anorexia.
- Kike (Albert Prat) É o irmão de Rym. Está muito preocupado pela doença de sua irmã.
- Roger (Marcel Borràs) É um colega de Lleó do hospital que se levam muito mau mas depois se fazem melhores amigos. Na segunda temporada paralisa-se-lhe o braço esquerdo. Ele ajuda a Lleó com o pagamento de sua perna e o desejo de Benito de ser cremado.
- Lourdes(Eva de Luis): Interpreta à "mãe" de Ignasi, está casada com o pai dele mesmo. É a mulher que sempre acompanha a Ignasi, já que seu pai está unido com os assuntos do trabalho. É uma mulher sensível, forte e transparente. Tem uma bebé na segunda temporada.
- Pai de Ignasi (Armand Villén): Interpreta ao pai de Ignasi, não têm muita química, já que vive trabalhando.
- Doutora Andrade (Marta Angelat): É a doutora de Pediatría, conhece a Lleó desde que é um menino e foi a primeira em atender a Benito.
- Juan Manuel Falcón (Juanma): Interpreta ao Auxiliar de enfermaria, o que sempre leva os capacetes postos, sempre vai escutando música. É o que leva a Lleó a ver que perna quer. Sempre transporta a Lleó, para lugares importantes do hospital. (Participou na primeira temporada e segunda).
- Mercero: É o Auxiliar de enfermaria que ajuda a transportar aos pacientes. Ajuda a pintar a camioneta de Benito. Converte-se num grande amigo de Lleó. Tem 7 filhos e segundo ele sempre vai encontrar a Lleó graças a suas "horas de pratica em escondidillas".
- Senhora Herminia (Minnie Marx): Interpreta à Sra. Hermínia, a qual tem de tudo em sua habitação do hospital. Sempre aceita trueques e vendas. Também joga ao poker.
- Mãe de Jordi (Duna Jové): Interpreta à mãe de Jordi, um menino com cancro. Sua relação com o pai de Jordi, muda totalmente, seu marido não tem muito tempo para sua família, está a toda a hora trabalhando, e quando Jordi ingressa no hospital, também não pode ir muito com frequência, por causa do trabalho, que termina com uma separação.
- Pai de Jordi (Christian Guiriguet): Interpreta ao pai de Jordi, vive com muito trabalho, para que sua família tenha o melhor.
- Dr. Abel (Ignasi Guasch Martínez): Na série de pulseras vermelhas, interpreta ao Dr. Abel quando lhe explica a Rym (Laia Costa), o risco da operação.
- O avô de Toni (Quimet Pla): Interpreta ao avô de Toni. Este é o tutor legal de Toni, mas, como lhe deixou a moto, sendo menor de idade e sem carnet de conduzir, o avô se enfrenta a perder a tenencia de seu neto. (Deram-lhe a tenencia a ele, porque os pais de Toni, faleceram num acidente de trânsito.)
- Bruno (Ferran Rull): Interpreta em alguns dos capítulos ao colega de habitação de Toni, espera a doação de um riñón, e provas de compatibilidade. Toni diz que é um "Vampiro".
- Rodri (Ian Güell): Interpreta ao colega de Colégio de Ignasi. Rodri sempre foi maltratado por Ignasi no colégio, até que Ignasi se dá conta que há uma pessoa muito especial nele, lhe leva presentes, apontes do colégio. Fazem-se amigos.
- Gavina (Bruna Cusí): Interpreta à irmã de Lleó. Sempre o acompanha e lhe dá conselhos. É uma "mãe", uma colega de vida de Lleó, desde que sua mãe faleceu.
- Rym (Laia Costa): É a colega de habitação de Lleó na segunda temporada ela tem cancro de peito.Ao entrar ao hospital com Lleó não se levam bem mas com o tempo se fazem grandes amigos e até se besan.
- Carol (Anna Gonzalvo): Interpreta à irmã de Cristina. Sempre a leva ao hospital quando sofre uma recaída. Desconfia muito de Cristina, mas ao cabo, é uma excelente irmã.
- Doutor Alfredo (Fermí Reixach): Interpreta a um doutor.
- Eva (Elia Solé): Interpreta à colega de habitação de Cristina na 2.ª temporada. É bipolar. Eva encarregar-se-á de "ajudar" a Cristina a meter-se em problemas. Ainda que também ajuda a Cris a escapar do hospital e encontrar com os demais Pulseras.
- Álex "Ángel" (Mireia Vilapuig): Interpreta a uma menina que chega ao Hospital por uma leve queimadura, ajudará aos Pulseras para que se mantenham unidos. Tem um curto romance com Toni e ao final ela lhe diz que deixar-se-á encontrar por ele
- Doutor Montcada (Albert Pérez): Interpreta ao Doutor que sempre acompanha ao Doutor Josep, dá os resultados dos estudos que se fazem os pacientes do Hospital.
- Enfermeira Esther (Montserrat Miralles): Interpreta à enfermeira que trata de "Rei León" a Lleó, está constantemente ajudando aos pacientes.
- Enfermeira Laura (Laura Yuste): Interpreta à enfermeira Laura, quase sempre está com a Enfermeira Esther a ajudando a manter o cuidado dos pacientes.
- Enfermeira de Anorexia (Elena Vilaplana): Interpreta à enfermeira que sempre mantém o cuidado das pacientes com Transtornos da conduta alimentar. Encarrega-se de que comam. Sempre lhe dá comida a Cristina, para seu tratamento.
- Radiologa e a que faz os TAC (Ana Ycobalzeta): Interpreta à enfermeira que se encarrega de fazer as radiologías e as tomografías axiais computarizadas. Leva-se muito bem com Lleó. Lleó diz que a enfermeira gosta dele.
- Enfermeira de TAC (Karme Málaga): Interpreta à enfermeira de Tac, a que dá a bebida para os contrastes.
- Anestesista (Xavi Saiz): Interpreta ao médico anestesiólogo.
- Encarregado de Ortopedia (Marc Brualla): Encarrega-se de mostrar aos pacientes as pernas ortopédicas.
- Chico com cancro (Daniel Gutierrez): Não é actor, mas participou da série Pulseras Vermelhas.
- Amigo de Jordi (Quim ávila conde): Interpreta ao amigo de Jordi, na segunda temporada.
- Preso (Andrés Herrera) : É um preso que visita o hospital por um cancro, aproveita um momento para montar um plano para fugarse.

## Equipa técnica
A directora de casting da série, Consol Tura, e o director, Pau Freixas, já tinham trabalhado juntos no filme Heróis. Para compor a partilha de Polseres vermelles voltaram a confiar no elenco infantil de dita filme, com Àlex Monner e Marc Balaguer entre os protagonistas e Ferran Rull e Mireia Vilapuig em papéis secundários. Inclusive Joana Vilapuig, uma dos seis protagonistas principais da série, fazia um breve aparecimento como extra em Heróis.

### Produção
Depois do acordo entre TV3 (Televisió de Cataluña) e a revendedora Filmax Entertainment, o rodaje da 1.ª temporada da série começou em julho de 2010 em diversas localizações da província de Barcelona. Depois do sucesso, assinaram para uma nova temporada. O rodaje para a segunda temporada começou em julho de 2012.

#### Trilha corrente
A trilha corrente joga um papel crucial em “Pulseras vermelhas”. Tem sido criada para a série por Arnau Bataller, ainda que em ocasiões soarão outros temas como O teu tresor de Lluís Cartes, Llença’t de Lax’n’Busto, Puc ser jo e A fora de Whiskin’s, Portavions e Dins aquest iglú de Antònia Font; Por de Els Pets e Caic de Gerard Quintana.

## Episódios e audiências
A segunda temporada, que obteve recorde histórico em sua estreia em TV3 (842.000 espectadores e um 25% de share), tem seguido uma tendência à baixa que, no entanto, tem melhorado notavelmente a da primeira temporada, a qual obteve uma média de 514.000 espectadores e um 16,1% de share (em frente a 664.000 espectadores e um 20,6% de share da segunda).
As seguintes colunas de audiência correspondem à emissão da série no âmbito espanhol, retransmitida pelo canal Antena 3.
| Temporada | Temporada | Episódios | Estreia            | Final                  | Audiência média | Audiência média | Audiência média |
| Temporada | Temporada | Episódios | Estreia            | Final                  | Espectadores    | Quota           |                 |
| --------- | --------- | --------- | ------------------ | ---------------------- | --------------- | --------------- | --------------- |
|           | 1         | 13        | 9 de julho de 2012 | 17 de setembro de 2012 | 2 384 000       | 15,5%           |                 |
|           | 2         | 15        | 8 de julho de 2013 | 12 de agosto de 2013   | 1 385 000       | 10,9%           |                 |
|           | 3         | TBA       | 2015/2016          | TBA                    | -               | -               |                 |
| Total     | Total     | 28        | 2012               |                        |                 |                 |                 |

### Temporada 1: 2012
Jordi é um doente de cancro que vive em Andorra que se desloca fazia um hospital de Barcelona para uma amputação de sua perna. Na clínica conhecerá a Lleó, seu colega de habitação, que também está doente de cancro, e que propor-lhe-á criar um grupo de amigos no hospital. Seguindo as recomendações de Benito, um paciente maior do hospital, o grupo deverá estar formado por «um líder, um segundo líder, o imprescindível, o guapo, o pronto e a garota». Lleó e Jordi ocupam os papéis de líder e segundo líder respectivamente. Cristina, uma paciente com problemas de alimentação será a garota. As outras posições ocupam-nas Ignasi, um paciente com problemas de coração, que será o guapo. Toni, um garoto com a síndrome de Asperger que ingressa por causa de um acidente de moto, será o pronto. Roc, que está em coma, será o imprescindível. Uma vez o grupo está formado ajudarão mutuamente a fazer mais fáceis os tratamentos da cada um.
| N.º (série) | N.º (temp.) | Título                                                            | Data de emissão        | Audiência         |
| ----------- | ----------- | ----------------------------------------------------------------- | ---------------------- | ----------------- |
| 1           | 1           | «Todos os grupos têm seis tipos de pessoas»                       | 9 de julho de 2012     | 3.031.000 (17,8%) |
| 2           | 2           | «As perdas podem ser ganhos e os ganhos podem ser perdas»         | 9 de julho de 2012     | 3.132.000 (20,7%) |
| 3           | 3           | «Deves deter-te e olhar a teu ao redor para saber onde queres ir» | 16 de julho de 2012    | 2.716.000 (17,5%) |
| 4           | 4           | «Noites de chuva no hospital»                                     | 16 de julho de 2012    | 2.809.000 (19,9%) |
| 5           | 5           | «A decisão correcta»                                              | 23 de julho de 2012    | 2.507.000 (16,1%) |
| 6           | 6           | «Tarde de domingo»                                                | 30 de julho de 2012    | 2.425.000 (15,9%) |
| 7           | 7           | «Noite de San Juan»                                               | 6 de agosto de 2012    | 2.091.000 (14,2%) |
| 8           | 8           | «Perdas e ganhos»                                                 | 13 de agosto de 2012   | 1.835.000 (14,0%) |
| 9           | 9           | «A busca do sonho»                                                | 20 de agosto de 2012   | 1.945.000 (14,2%) |
| 10          | 10          | «Dividir a vida para que se multiplique»                          | 27 de agosto de 2012   | 2.043.000 (13,7%) |
| 11          | 11          | «Grandes problemas e pequenos problemas»                          | 3 de setembro de 2012  | 2.550.000 (14,9%) |
| 12          | 12          | «Há um anjo no hospital?»                                         | 10 de setembro de 2012 | 1.839.000 (10,5%) |
| 13          | 13          | «O fim»                                                           | 1 de outubro de 2012   | 2.067.000 (11,7%) |

### Temporada 2: 2013
Têm passado dois anos desde o final da primeira e os protagonistas já não são os meninos e meninas que se enfrentavam às doenças sem saber que significariam em sua vida. Agora já o sabem. São adolescentes, mais sábios, mais veteranos por todo o que têm vivido: o medo, a rotina, nos anos, o cansaço, o desejo de pôr-se bem... E também o amor e o sexo, importantes nesta idade, mas condicionado por suas circunstâncias particulares. A segunda temporada arranca com o grupo separado. Mas todo o que compartilharam, aquela relação tão intensa que os unia, sua força, continua vivo no hospital. E tudo isto fará que os «pulseras» que conhecemos na primeira temporada lutem para recuperar a força que os mantinha unidos.
| N.º (série) | N.º (temp.) | Título                 | Data de emissão      | Audiência         |
| ----------- | ----------- | ---------------------- | -------------------- | ----------------- |
| 14          | 1           | «Abandonado»           | 8 de julho de 2013   | 1.687.000 (10,3%) |
| 15          | 2           | «Egoísmo»              | 8 de julho de 2013   | 1.782.000 (12,2%) |
| 16          | 3           | «Reencontro»           | 15 de julho de 2013  | 1.557.000 (9,6%)  |
| 17          | 4           | «Compromissos          | 15 de julho de 2013  | 1.691.000 (12,0%) |
| 18          | 5           | «Lembranças            | 22 de julho de 2013  | 1.239.000 (8,0%)  |
| 19          | 6           | «Cápsula de vida VI»   | 22 de julho de 2013  | 1.373.000 (9,8%)  |
| 20          | 7           | «Cápsula de vida VII»  | 29 de julho de 2013  | 1.400.000 (9,1%)  |
| 21          | 8           | «Cápsula de vida VIII» | 29 de julho de 2013  | 1.393.000 (10,6%) |
| 22          | 9           | «Cápsula de vida IX»   | 29 de julho de 2013  | 1.246.000 (14,6%) |
| 23          | 10          | «Cápsula de vida X»    | 5 de agosto de 2013  | 1.409.000 (9,9%)  |
| 24          | 11          | «Cápsula de vida XI»   | 5 de agosto de 2013  | 1.336.000 (10,8%) |
| 25          | 12          | «Cápsula de vida XII»  | 5 de agosto de 2013  | 1.226.000 (14,3%) |
| 26          | 13          | «Cápsula de vida XIII» | 12 de agosto de 2013 | 1.203.000 (8,7%)  |
| 27          | 14          | «Cápsula de vida XIV»  | 12 de agosto de 2013 | 1.186.000 (10,0%) |
| 28          | 15          | «Cápsula de vida XV»   | 12 de agosto de 2013 | 1.049.000 (13,4%) |

## Emissão e adaptações em outros países
A série começou a emitir o 5 de dezembro de 2011 através do canal de pagamento TNT em versão dual em catalão e castelhano dobrada pelos mesmos actores. No verão de 2012 a ficção emitiu-se na corrente nacional espanhola Antena 3, também em castelhano mas com uma versão dobrada por outros profissionais da dobragem. Fosse de Espanha as emissoras que estrearam este drama médico são os Canais: TV Azteca, YLE TV2, VOD, Número 23, Telefe  e outras que ainda não se pronunciaram de Itália e Coreia do Sur.
Em América, Estados Unidos transmitirá a série tanto em versão original como numa nova versão em inglês que levará o título de Rede Band Society. A série com linguagem original emitir-se-á no canal estadounidense VMe e em castelhano em Porto Rico. A adaptação corre a cargo da companhia ABC e estará produzida por Steven Spielberg e Marta Kauffman. Seguidamente, a primeira adaptação internacional será a produzida em Itália pela RAI e que levará como título Braccialetti rossi. Também poderia ter uma versão adaptada por parte de uma televisão australiana. Ao todo, o serial médico juvenil de TV3, tem sido vendido a treze cadeias de televisão. Em Argentina, o canal Telefé comprou o formato para transmitir a série. A primeira temporada estreou-se o 18 de setembro de 2013 às 16:30 pela mesma, no espaço de Histórias de coração, sua primeira emissão gerou tanta expectativa e uma grande repercussão nas redes sociais que foi Trending Topic a nível nacional duranto dois dias, com o Hashtag #PulserasRojas. Consagrou-se como o terceiro programa mais visto da Televisão Argentina chegando a medir bicos de 14.8 pontos de rating, nesse dia. A segunda temporada estreou-se o 30 de outubro de 2013, durante o horário da tarde no programa Histórias de Coração. Até o momento mantém-se ganhando sua faixa horária.
Em Itália fez-se um remake com o título Braccialetti Rossi, emitido pelo canal público Rai 1.
Chile também realizou sua versão local e é transmitida por Televisão Nacional de Chile e TV Chile.
Em Peru já iniciou a produção da versão peruana da série levando o mesmo nome baixo a produção Do Bairro Produções para America Televisão.

## Recepção do público
Em fevereiro de 2013 começaram-se a medir as audiências sociais via Twitter pela página site tuitele.tv, o 8 de julho de 2013 os dois primeiros capítulos da temporada obtiveram um 56% da audiência social.
O 15 de julho de 2013, uma semana depois os capítulos 3 e 4 converteram-se na terceira oferta televisiva com mais audiência social com um 88,33% da audiência social convertendo-se na primeira oferta televisiva de Antena 3 em conseguir tanto, a nível nacional só fica por trás da voz e a classificação do Mundial de Brasil 2014 com um 96,87% e 94,95% respectivamente.
O 12 de agosto de 2013 em seu final de temporada volió a bater seu próprio recorde conseguindo uma audiência social média de 95,17% superando assim à classificação do Mundial de Brasil 2014 com mais de 130 mil comentários conseguindo assim a segunda oferta televisiva mais comentada em Espanha.
Em Argentina, sua primeira emissão gerou tanta expectativa e uma grande repercussão nas redes sociais que foi Trending Topic a nível nacional durando dois dias, com o hashtag #PulserasRojas. Consagrou-se como o terceiro programa mais visto da Televisão Argentina chegando a medir bicos de 14.8 pontos de rating, nesse dia. Em Argentina, falando de audiência social, Pulseras vermelhas, leva uma média até o momento de 23,5% de share da quota em ecrã, graças aos comentários, Fãs Page, Likes.